# Mabilleodes anabalis
Mabilleodes anabalis är en fjärilsart som beskrevs av Pierre E.L. Viette 1989. Mabilleodes anabalis ingår i släktet Mabilleodes och familjen Crambidae. Inga underarter finns listade i Catalogue of Life.